# 圣若昂-杜特里温富
圣若昂-杜特里温富是巴西巴拉那州的一个市镇。总面积720.407平方公里，总人口14226人，人口密度19.7人/平方公里。